# 참관수업
《참관수업》은 2013년에 제작된 대한민국의 단편 영화이다.

## 등장 인물
- 김새론
- 유지연
- 최유화
- 홍주용